# Distretto di La Cruz
Il distretto di La Cruz è un distretto del Perù, facente parte della provincia di Tumbes, nella regione di Tumbes.